# Acicula douctouyrensis
Acicula douctouyrensis is een slakkensoort uit de familie van de Aciculidae. De wetenschappelijke naam van de soort is voor het eerst geldig gepubliceerd in 2004 door Bertrand.